# Lamar (Missouri)
Lamar és una població dels Estats Units a l'estat de Missouri. Segons el cens del 2000 tenia 4.425 habitants.

## Demografia
Segons el cens del 2000, Lamar tenia 4.425 habitants, 1.835 habitatges, i 1.154 famílies. La densitat de població era de 446,1 habitants per km².
Dels 1.835 habitatges en un 32% hi vivien nens de menys de 18 anys, en un 48,2% hi vivien parelles casades, en un 11,4% dones solteres, i en un 37,1% no eren unitats familiars. En el 33,3% dels habitatges hi vivien persones soles el 18,1% de les quals corresponia a persones de 65 anys o més que vivien soles. El nombre mitjà de persones vivint en cada habitatge era de 2,35 i el nombre mitjà de persones que vivien en cada família era de 2,98.
Per edats la població es repartia de la següent manera: un 26,6% tenia menys de 18 anys, un 8,5% entre 18 i 24, un 24,9% entre 25 i 44, un 19,5% de 45 a 60 i un 20,5% 65 anys o més.
L'edat mediana era de 37 anys. Per cada 100 dones de 18 o més anys hi havia 80,8 homes.
La renda mediana per habitatge era de 29.296 $ i la renda mediana per família de 38.007 $. Els homes tenien una renda mediana de 26.375 $ mentre que les dones 20.688 $. La renda per capita de la població era de 15.684 $. Entorn del 9,7% de les famílies i el 12,1% de la població estaven per davall del llindar de pobresa.

## Poblacions més properes
El següent diagrama mostra les poblacions més properes.